# Mathilde Battenberg

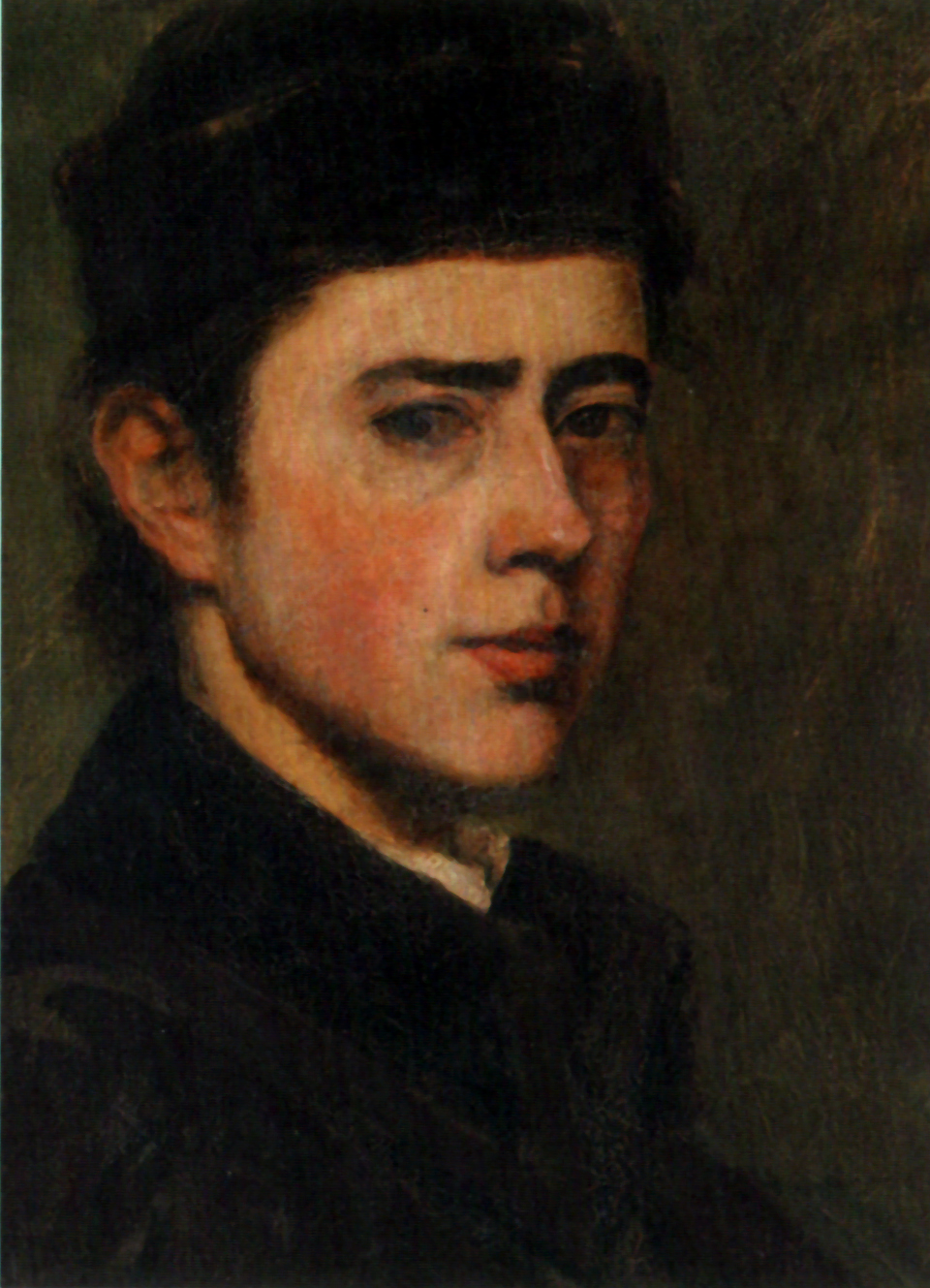
Selbstbildnis 1900

Mathilde Battenberg (* 4. April 1878 in Alzey; † 13. August 1936 in Frankfurt am Main) war eine deutsche Malerin.

## Leben und Werk
Caroline Luise Mathilde Elisabeth Battenberg war die älteste Tochter des Lehrers Friedrich Wilhelm Battenberg und seiner Frau Mathilde. Friedrich Battenberg wurde 1884 Pfarrer an der Frankfurter Peterskirche, die Familie zog deshalb nach Frankfurt und dort ab 1893 in die Jahnstraße 20. Ihre Schulzeit verbrachte Mathilde Battenberg, teils bei Verwandten lebend, in Straßburg im Institut Bon Pasteur. Ihren Jugendtraum verwirklichend, erhielt sie 1895–99 im Städel Unterricht – als eine der ersten Malschülerinnen bei Ottilie W. Roederstein. Battenberg beeindruckte an Roederstein auch, dass sie emanzipiert, ungewöhnlich für damalige Zeit, mit einer Lebenspartnerin zusammenlebte. Battenberg lebte, nach ihren Studien in Frankfurt ansässig, mit ihrer Lebenspartnerin Elisabeth H. Winterhalter, ab 1912, nach dem Tode der Eltern, mit ihrem jüngeren Bruder Hans zusammen.
Ihr Bruder Ugi Battenberg folgte ihrem Vorbild 1898. Mathilde Battenberg lernte, eingeführt durch Roederstein, das Kunstleben in Paris (Louvre) und Barbizon kennen und studierte ab 1899 an der Pariser Privatschule Académie Colarossi, die Schülerinnen zuließ. Charakteristisch für den dort von Charles Cottet, Lucien Simon und dem Norweger Frits Thaulow erlernten Malstil war – in Absetzung vom vorherrschenden impressionistischen Geist –, dunkle Maltöne einzubetten, was in Battenbergs Porträts und deren dunklen Farbigkeit sichtbar wird. Battenberg öffnete sich (zeitlebens) freireligiösen Impulsen, eine Neigung, die, den Gepflogenheiten eines protestantischen Pfarrhauses zum Trotz, durch ihre Mutter mitbedingt und gefördert wurde. Battenberg unternahm Studienreisen nach Frankreich, Holland, Florenz und Berlin.
Ab 1906 verfügte sie über ein eigenes Atelier in der Frankfurter Hochstraße, zwei Jahre später eines im Städel. Sie stellte in Frankfurt, München und Metz aus, vorwiegend Porträts und Stillleben, gemeinsam mit weiteren Vertretern des Spätimpressionismus.

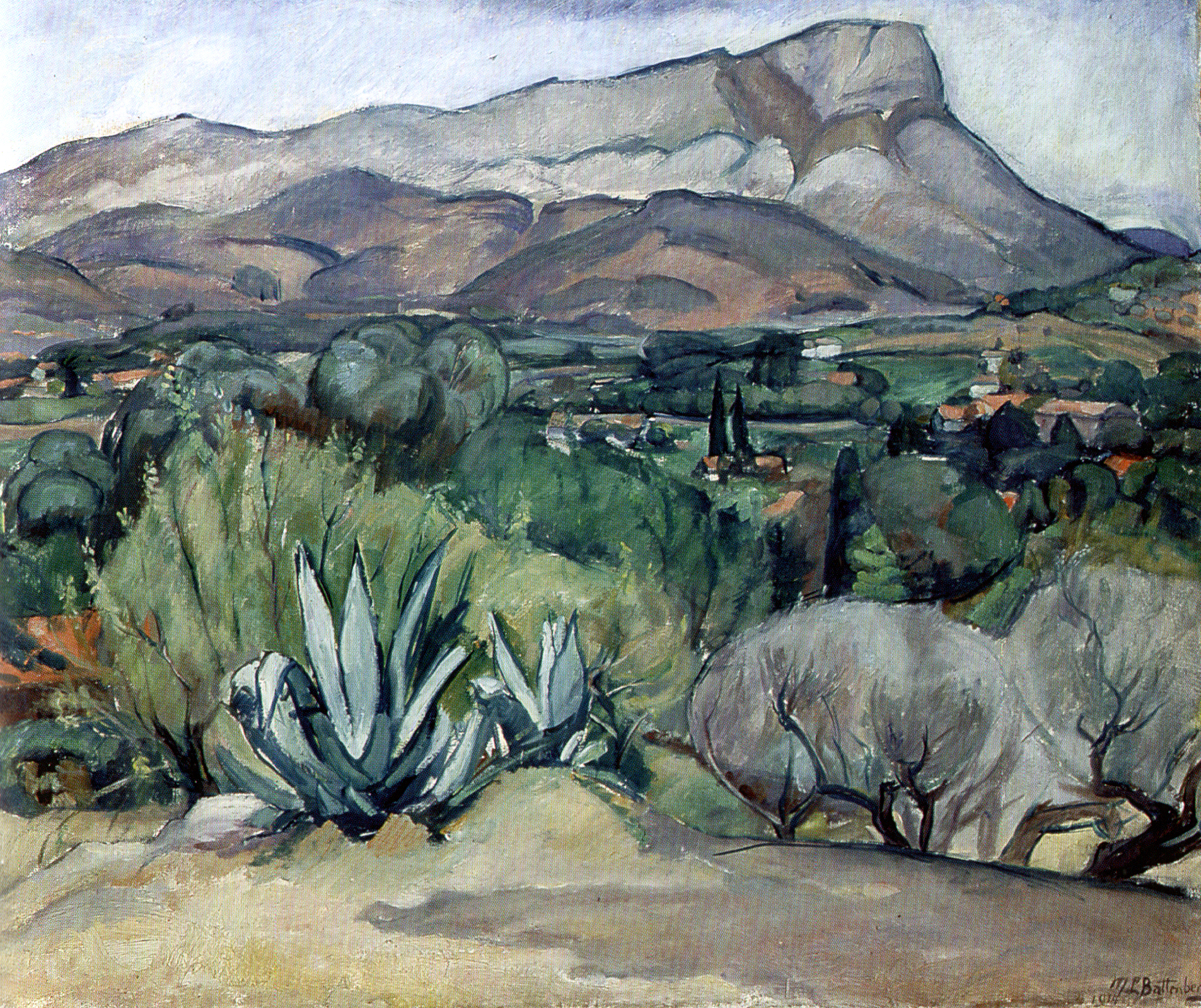
Provence-Landschaft 1915

Nach dem Tode ihrer Eltern zog Battenberg 1912 zunächst nach Hofheim am Taunus um, im Jahr darauf zurück nach Frankfurt-Sachsenhausen und unternahm 1914 nach Frankreich eine ausgedehnte Reise (Bild: Provence Landschaft), die sie aufgrund der deutschen Kriegserklärung im August abbrechen musste. In der Wohnung von Bruder Ugi und Schwägerin lernte sie Max Beckmann kennen, mit denen sie gemeinsam in Frankfurt ausstellte. Im Vergleich zu früheren Porträts überrascht nun die intensive Farbigkeit und konturierte Pinselführung Battenbergs (Bildnis eines Afrikaners).

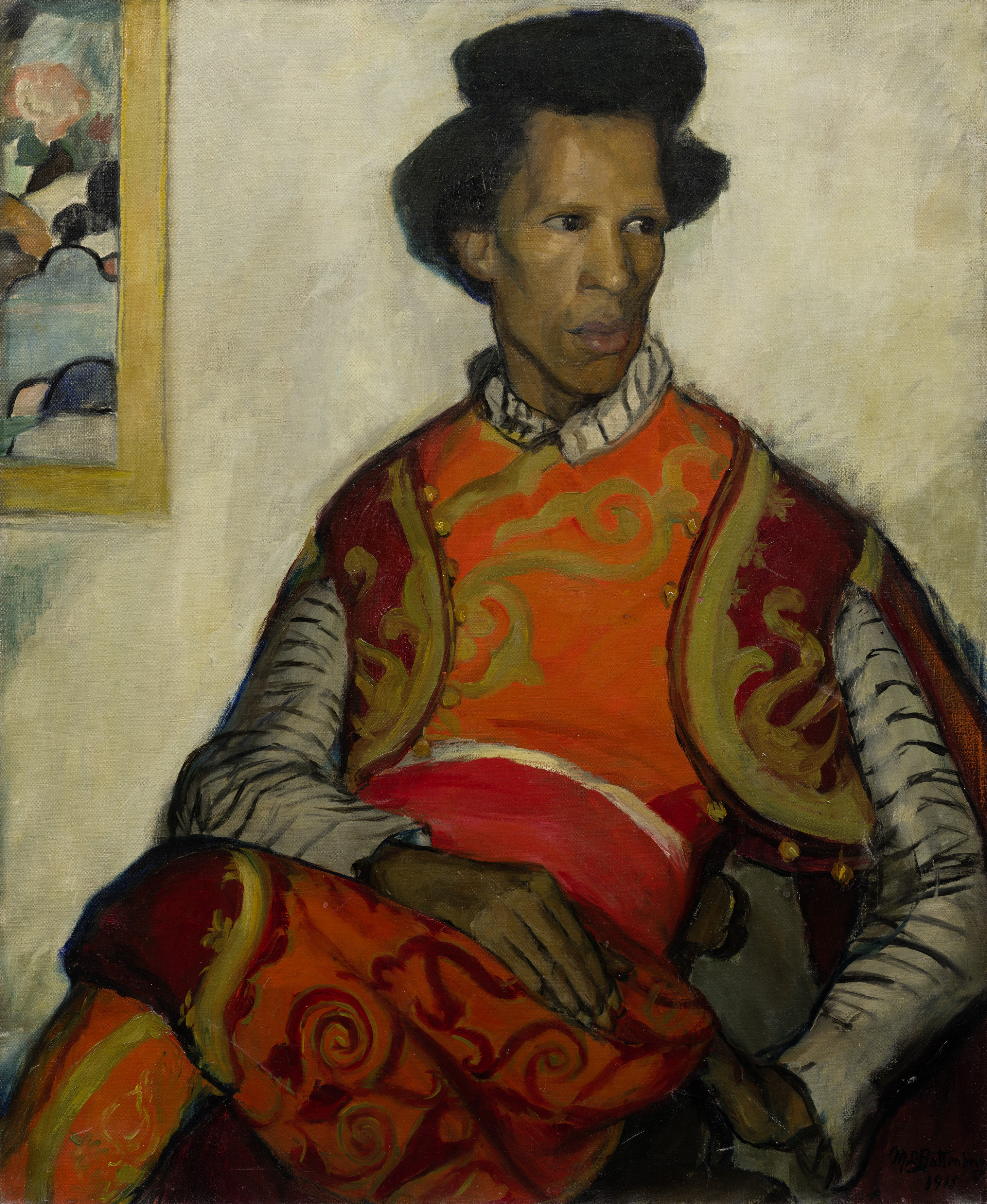
Porträt Peter Carl MacKay (1915)

In den 1920er-Jahren war Battenberg in Frankfurt als Porträtistin geschätzt und gefragt, ebenso für einen Kundenkreis in der Schweiz. Ab 1929 entstanden im neuen Städel-Atelier, das sie von Wilhelm Steinhausen bzw. seiner Tochter Marie Paquet-Steinhausen übernahm, weitere Werke, besonders Mädchenbildnisse (Kinderbildnis Maria Giese, 1929).

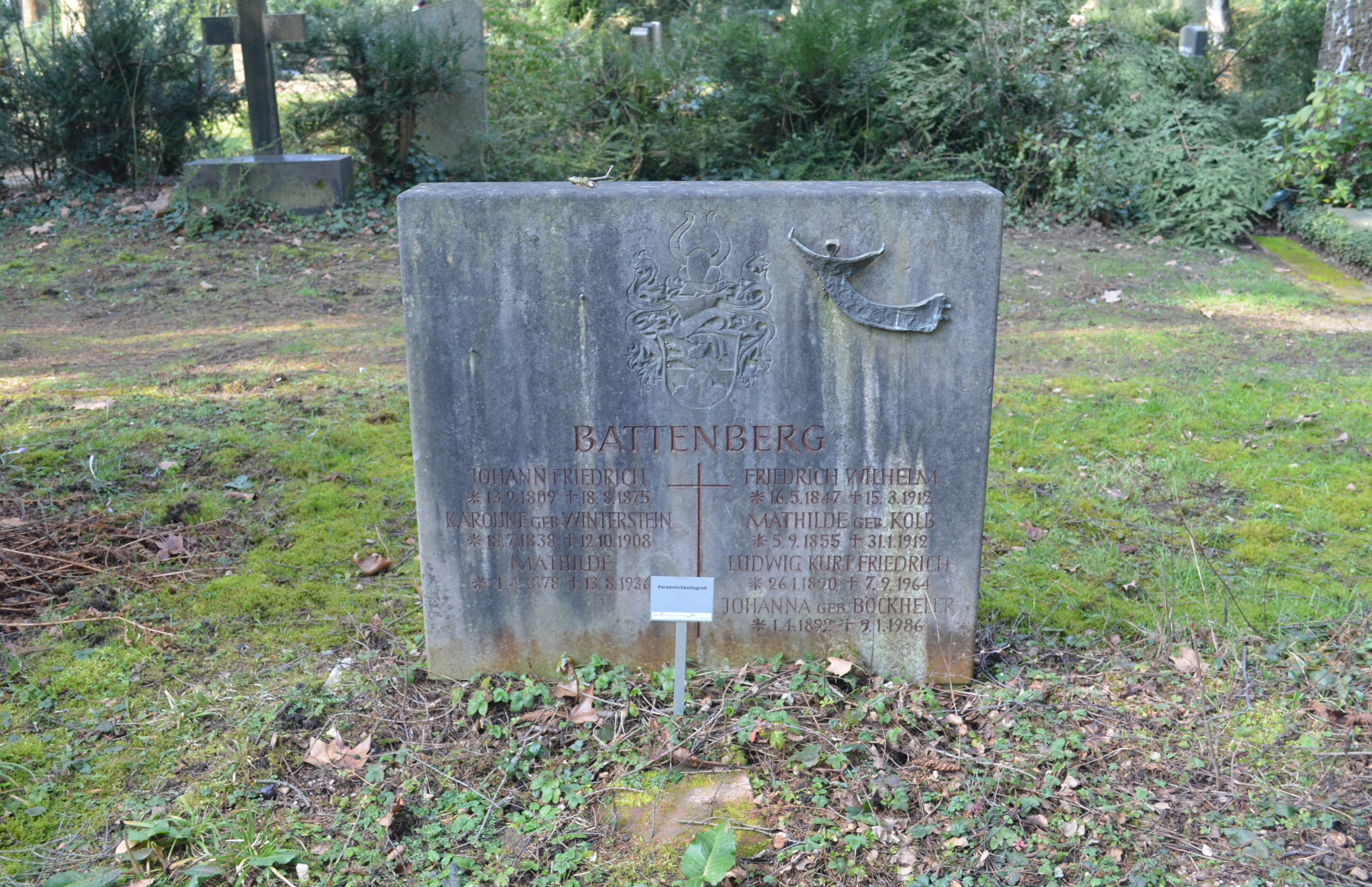
Grab von Mathilde Battenberg

Mathilde Battenberg wurde auf dem Frankfurter Hauptfriedhof bestattet (Gewann J 954).

## Leistungen
Mathilde Battenberg war eine gefragte Frankfurter Porträtmalerin. Sie hat sich entgegen der für Frauen in der Kunst ihrer Zeit zugewiesenen Themen und Rollen eine Existenz als Malerin aufgebaut, hat zu ihren Sujets gefunden und einen eigenen Malstil entwickelt. All dies geriet nach dem Tode Battenbergs in Vergessenheit; ihre Kunst wurde bis 2007 kaum mehr ausgestellt und wird seitdem erst wiederentdeckt.

## Werke (Auswahl)
- Bildnis Ludwig Battenberg (1898)
- Selbstbildnis mit Barett (um 1900)
- Porträt Karl Weigert (1903/04, erster großer Porträtauftrag)
- Matrosenmutter (1906)
- Rosen, vor einem Fenster liegend (um 1910)
- Provence-Landschaft (1914)
- Porträt Peter Carl MacKay (1915), Städel
- Drei Krüge mit Blumen (1919)
- Selbstbildnis (1928)

## Weblink
- Battenberg, Caroline Louise Mathilde Elisabeth. Hessische Biografie. (Stand: 9. September 2022). In: Landesgeschichtliches Informationssystem Hessen (LAGIS).

## Einzelnachweis
1. ↑  Peckmann: Battenberg, S. 13.18.24.

| Personendaten    | Personendaten                                                      |
| ---------------- | ------------------------------------------------------------------ |
| NAME             | Battenberg, Mathilde                                               |
| ALTERNATIVNAMEN  | Battenberg, Caroline Luise Mathilde Elisabeth (vollständiger Name) |
| KURZBESCHREIBUNG | deutsche Malerin                                                   |
| GEBURTSDATUM     | 4. April 1878                                                      |
| GEBURTSORT       | Alzey                                                              |
| STERBEDATUM      | 13. August 1936                                                    |
| STERBEORT        | Frankfurt am Main                                                  |